# Coenia elbergi
Coenia elbergi är en tvåvingeart som beskrevs av Dahl 1974. Coenia elbergi ingår i släktet Coenia och familjen vattenflugor. Inga underarter finns listade i Catalogue of Life.